# Yumiko Shirai
Yumiko Shirai (白井弓子, Shirai Yumiko) née le 15 mars 1967, est une mangaka japonaise. Elle est particulièrement connue pour son manga Wombs, lauréat 2017 du Grand prix Nihon SF.

## Biographie
Née dans la préfecture d'Ehime, Yumiko Shirai est diplômée de l'Université des Arts de la ville de Kyoto et du département de peinture à l'huile de la faculté des Beaux-Arts.
En 2007, son manga Tenkensai, publié sous forme de dōjinshi (auto-publication), remporte le prix d'encouragement dans la catégorie manga du 11e Japan Media Arts Festival. Il est ensuite publié en magazine par Sanctuary Publishing en 2008.
À partir de 2009, Yumiko Shirai crée le manga Wombs, publié sous forme de série mensuelle dans le magazine de prépublication Monthly IKKI de l'éditeur Shōgakukan,. À la suite de la disparition du magazine, la publication de Wombs se poursuit en ligne, et l'autrice met cinq ans pour délivrer le cinquième et dernier volume. En 2010, Wombs fait partie de la sélection du jury du 14e Japan Media Arts Festival, catégorie manga.
De 2013 à 2015, elle publie une nouvelle série, Rafnas, dans le magazine Monthly Action de l'éditeur Futabasha, qui fait à son tour partie de la sélection du jury pour la catégorie manga du 19e Japan Media Arts Festival en 2015. Puis de 2016 à 2017, Yumiko Shirai publie plusieurs nouvelles au sein de la série Mechanical Myth publiée dans le magazine Mystery Bonita (en) de l'éditeur Akita Shoten.
En 2017, Wombs reçoit le 37e Grand prix Nihon SF, entrant dans le club très fermé des mangas ayant reçu ce prix qui récompense une œuvre de SF, tous arts confondus.
En 2017, Yumiko Shirai devient membre du Science Fiction and Fantasy Writers of Japan,.
À partir de mai 2018 et jusqu'en 2019, elle publie la série Osaka Circular Barrier City qui raconte le destin de la ville d'Osaka dans un futur proche.
En 2020, Yumiko Shirai entame la publication d'une série intitulée Wombs Cradle, préquelle de Wombs qui est publiée sur le site de prépublication web de l'éditeur Futabasha.
En 2021, la série Wombs est traduite et publiée en français aux éditions Akata et rencontre un accueil positif, les critiques relevant que le manga renouvelle les thèmes de la science-fiction,,.

## Techniques et influences
Yumiko Shirai réalise ses esquisses sur papier avant de les finaliser sur des logiciels de traitement graphique tels que Painter, Photoshop ou encore Clip Studio Paint.
Shirai dit être influencée par le manga Arion de Yoshikazu Yasuhiko, mais aussi par des auteurs tels que Moto Hagio, Yumiko Oshima, ou encore Mutsumi Hagiiwa.

## Récompenses
- 2007 : prix d'encouragement dans la catégorie manga au 11e Japan Media Arts Festival pour Tenkensai.
- 2010 : sélection du jury pour la catégorie manga du 14e Japan Media Arts Festival pour Wombs.
- 2015 : sélection du jury pour la catégorie manga du 19e Japan Media Arts Festival pour Rafnas.
- 2017 : 37e Grand Prix du Grand prix Nihon SF pour Wombs.
- 2017 : prix Ehime de la culture et des sports pour Love Face[16]

## Œuvres

### Livres
- « Tenken Festival » (Éditions Sanctuaire, 30 juillet 2008, (ISBN 978-4-86113-921-5))
  - Tenken (Éditions Sanctuaire, 25 novembre 2010, (ISBN 978-4-86113-758-7), une version pour les ventes nationales de la version anglaise de "Tenkensai" publiée par la filiale d'édition à l'étranger de la société "One peace books")
- Wombs, éditions Shogakukan, Ikki Comix, 5 tomes au total
  1. 3 février 2010, (ISBN 978-4-09-188494-7)
  2. 2 février 2011, (ISBN 978-4-09-188539-5)
  3. 2 mai 2012, (ISBN 978-4-09-188583-8)
  4. 3 juillet 2013, (ISBN 978-4-09-188626-2)
  5. 29 janvier 2016, (ISBN 978-4-09-188687-3)
- Yumiko Shirai Early Shorts, éditions Shogakukan, Ikki Comix, 13 juillet 2010, (ISBN 978-4-09-179107-8)
- Rafnas, éditions Futabasha, Action Comics, 2 tomes au total
  1. Sorti le 9 août 2014[17] , (ISBN 978-4-575-84466-5)
  2. Sorti le 10 mars 2015[18] , (ISBN 978-4-575-84589-1)
- Lune de miel d'Iwa et Niki, éditions Akita Shoten, Bonita Comics, sorti le 16 août 2017 [19] , (ISBN 978-4-253-26068-8)
- Osaka Circular Barrier City, éditions Akita Shoten, Bonita Comics, 3 volumes
  1. Sorti le 16 octobre 2018  [20] , (ISBN 978-4-253-26431-0)
  2. Sortie le 16 avril 2019 [21] , (ISBN 978-4-253-26432-7)
  3. Sortie le 16 octobre 2019 [22] , (ISBN 978-4-253-26433-4)
- Wombs cradle, éditions Futabasha, Action Comics, 2 tomes au total
  1. Sorti le 16 septembre 2021[23] , (ISBN 978-4-575-44005-8)
  2. Diffusé le 16 septembre 2021[24] , (ISBN 978-4-575-44006-5)

### Anthologies
- Bande dessinée : Shinichi Hoshi, éditions Akita Shoten, 30 août 2012, (ISBN 978-4-253-10463-0), recueil adapté des nouvelles de Shinichi Hoshi. Yumiko Shirai a dessiné la nouvelle « One Device ».

### Travail d'illustration
- Dolly Ito (Iwasaki Shoten, 14 février 2003, (ISBN 978-4-265-04153-4), livre jeunesse de Ushio Kazeno )
- Heisei Rumor Kaidan 5, Le chat noir revenant de l'enfer d'Iwasaki Shoten, 10 mars 2003, (ISBN 4-265-04755-6), une collection de kaidan pour enfants. Yumiko Shirai est responsable du manga Toilet Face et des illustrations à l'exception de la couverture.
- Kanata the Fox Whistle chez Rironsha éditions, novembre 2003, (ISBN 978-4-652-07734-4), une œuvre fantastique de Nahoko Uehashi.